# Funaria subnuda
Funaria subnuda là một loài Rêu trong họ Funariaceae. Loài này được Taylor mô tả khoa học đầu tiên năm 1846.